# Bonifacio VIII (film)
Bonifacio VIII è un film muto italiano del 1911 diretto da Gerolamo Lo Savio.

## Trama
Il film narra i momenti più importanti dell'ascesa al trono papale di Bonifacio VIII, uomo corrotto, conservatore e crudele che ebbe addirittura il coraggio di sfidare l'autorità del re francese Filippo il Bello.